# Can Mataró (Abrera)
Can Mataró és una obra d'Abrera (Baix Llobregat) inclosa a l'Inventari del Patrimoni Arquitectònic de Catalunya.

## Descripció
Casa de planta rectangular i sostre a dues aigües de teula àrab amb façana arrebossada. Amb el temps ha estat força modificada, sobretot a la façana. De l'edificació original es conserva el portal adovellat de mig punt; un altre d'arc rebaixat, també a la planta baixa. Al primer pis hi ha tres balcons allandats i amb barana de ferro forjat.
A la part posterior se li va adossar una altra construcció.

## Història
Ensems amb Can Martinet, és una de les cases més antigues conservades a Abrera, nucli urbà bastant transformat pels polígons industrials, construccions de pisos i cases unifamiliars adossades.